# Teixeira (Paraíba)
Teixeira, amtlich Município de Teixeira, ist eine brasilianische Stadt (município) im nordöstlichen Bundesstaat Paraíba mit zum 1. Juli 2017 geschätzten 15.191 Einwohnern auf einer Fläche von 114 km².
Die möglicherweise 1761 von Francisco da Costa Teixeira gegründete Stadt im Sertão durchlebte verschiedene Dürreperioden.
Die Entfernung zur Hauptstadt des Bundesstaates João Pessoa am Atlantik beträgt etwa 325 km.

## Söhne und Töchter
- Antônio Batista Fragoso (1920–2006), römisch-katholischer Geistlicher, Bischof von Crateús